# Ostrokół

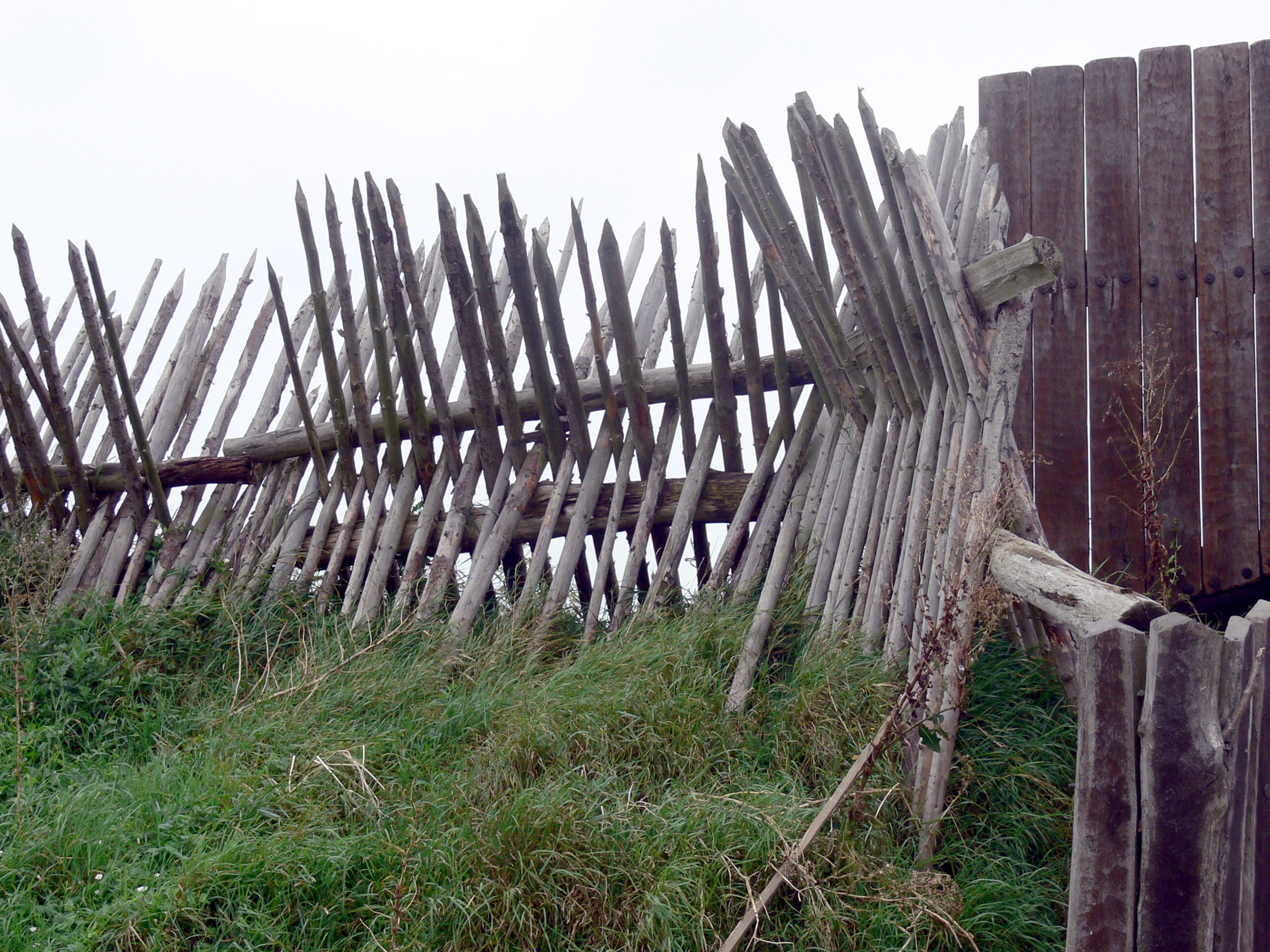
Ostrokół

Ostrokół – polowa budowla obronna, wznoszona na przedpolu, służąca jako przeszkoda lub stanowisko obronne. Tworzono ją, wbijając w ziemię dwa rzędy zaostrzonych pali, tak by krzyżowały się u góry, tworząc „X”. Utworzona podwójna linia zaostrzonych kołów tworzyła przeszkodę. Dolne części pali można było opleść wikliną, tworząc ciągłą ochronę – wówczas ostrokół mógł służyć jako stanowisko.
Niekiedy określenia „ostrokół” używa się jako synonimu częstokołu (palisady).